# جوني ديفيس (لاعب كرة قدم أمريكية)
جوني ديفيس (بالإنجليزية: Johnny Davis)‏ هو لاعب كرة قدم أمريكية أمريكي، ولد في 17 يوليو 1956 في مونتغومري في الولايات المتحدة.

## وصلات خارجية
- جوني ديفيس على موقع مرجع كرة القدم المحترفة.كوم (الإنجليزية)